# Yemen
Yemen (i/ˈjɛmən/; arabă ٱلْيَمَنْ), oficial Republica Yemen, este o țară din Asia de Vest. Este situat în capătul sudic al Peninsulei Arabe, învecinându-se cu Arabia Saudită la nord și cu Omanul la nord-est. Are granițe maritime cu Eritreea, Djibouti și Somalia. Cu o suprafață de 530.000 de kilometri pătrați (204.634 de mile pătrate) și având o coastă de aproximativ 2.000 de kilometri (1.200 de mile), Yemen este al doilea stat suveran arab ca mărime din Peninsula Arabă. Sanaa este capitala sa declarată constituțional și cel mai mare oraș. Populația țării este estimată la 34,7 milioane în 2023. Yemenul este membru al Ligii Arabe, al Națiunilor Unite, al Mișcării Nealiniate și al Organizației pentru Cooperare Islamică.


## Istorie

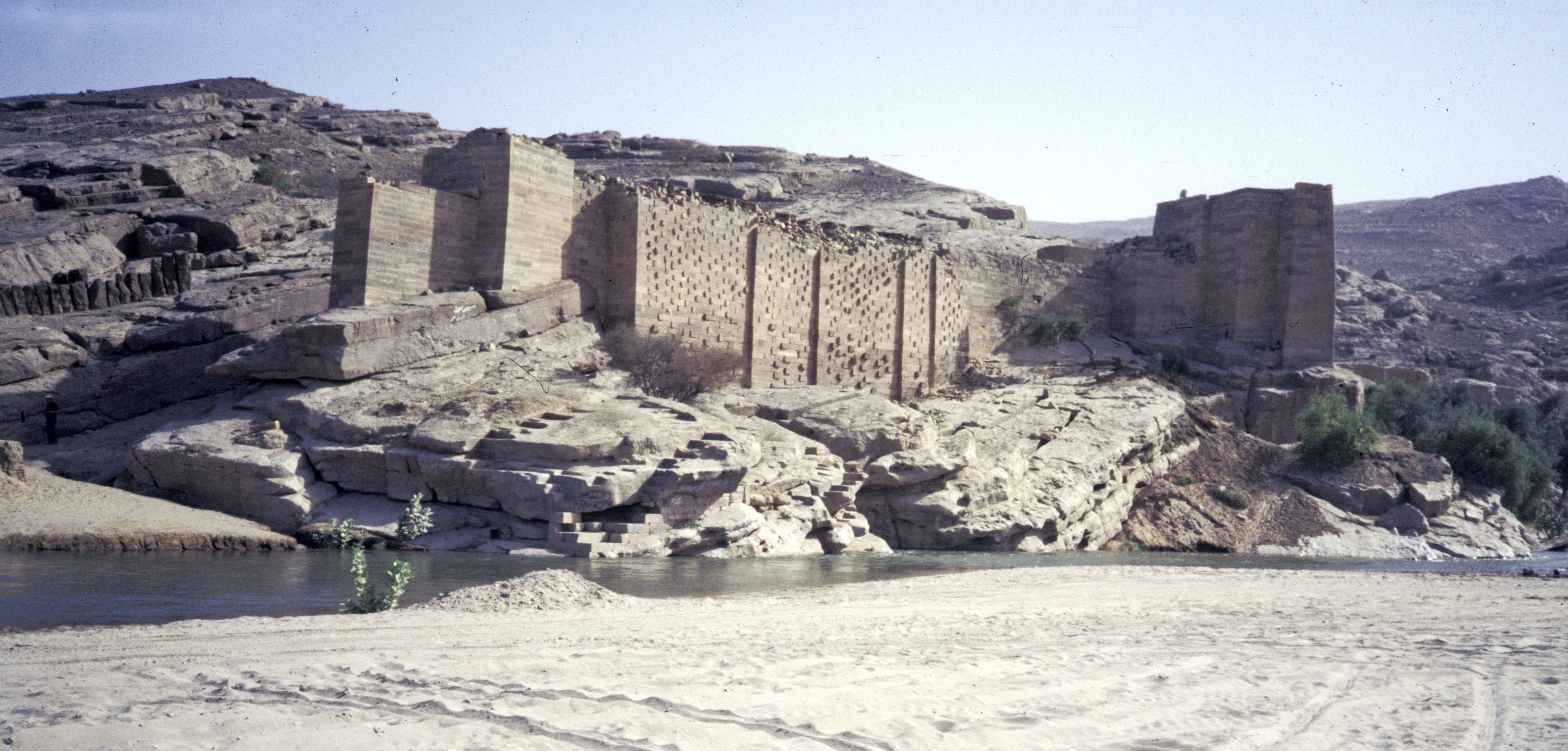
Ruinele marelui baraj din Marib

Terenurile deșertice ale Yemenului contemporan erau vestite încă din Antichitate pentru bogăția lor. Aici poposeau caravanele în căutare de mărfuri scumpe, cum ar fi smirna, mirodeniile sau pietrele prețioase. Din acest motiv, romanii au supranumit ținutul yemenit "Arabia Fericită". În timpul primului război cu evreii, aceștia din urmă au fost înfrânți de romani. Mulți dintre învinși s-au salvat fugind în Yemen, unde, mai târziu, s-au stabilit definitiv. Ei s-au specializat în împodobirea stiletelor cu lama curbă cu decorațiuni din argint. Inițial, acestea au servit drept arme, dar, cu timpul, au devenit un simbol al statutului social al yemeniților, pe care le poartă și astăzi cu mândrie.
Rădăcinile conflictului îndelungat care a făcut ravagii în Yemen pot fi regăsite în perioada colonială. În anul 1839, orașul Aden din sudul țării a fost ocupat de britanici. Odată cu inagurarea canalului Suez, în 1869, Yemen a căpătat o mare importanță strategică. În anul 1918, a devenit regat independent. În următoarele decenii, au avut loc confruntări repetate între Adenul sunnit, antiregalist și prooccidental, și Sana'a șiită și conservatoare. După moartea imamului Ahmed, în anul 1962, un grup de ofițeri au abolit monarhia și au proclamat Republica Arabă Yemen. Războiul de opt ani dintre susținătorii monarhiei și republicani s-a încheiat cu victoria celor din urmă. În 1967, Frontul Național de Eliberare a proclamat Republica Populară a Yemenului de Sud, ceea ce a condus, în realitate, la divizarea țării. În anii care au urmat, au avut loc confruntări frecvente între statele învrăjbite. În cele din urmă însă, problemele economice au forțat reunificarea Yemenului, care a avut loc la 22 mai 1990. Situația internă, agravată de starea deplorabilă a economiei, este instabilă și a dus la izbucnirea unui nou război civil.

## Politică
Yemenul este republică prezidențială, conform constituției aprobate prin referendum 16 mai 1991. Amendamentele din 29 septembrie 1994 definesc Yemenul drept republică islamică și așază Sharia la baza tuturor legilor țării. Activitatea legislativă este exercitată de un parlament unicameral. Camera Reprezentanților (301 membri, aleși prin vot direct, pentru un mandat de 4 ani). Puterea executivă este exercitată de președinte. Șeful statului : președintele (ales prin vot direct, pentru un singur mandat de 5 ani).
Partide politice: Congresul General al Poporului, Partidul Ishah Yemenit (fondat în 1990),Partidul Socialist (fondat în 1978).
În urma unei revolte populare ce a început în 2011, președintele Ali Abdullah Saleh a demisionat, însă va mai conduce statul până pe date de 21 februarie 2012, când se vor organiza alegeri prezidențiale, Mansour Hadi fiind pentru ceva timp președinte interimar.

## Diviziuni administrative
Din februarie 2004, Yemen este alcătuit din 21 de guvernorate (în arabă :muhafazah). Populația din fiecare guvernorat se găsește în tabelul de mai jos:
| Diviziunea       | Capitala    | Populație (2004) | Nr. |
| ---------------- | ----------- | ---------------- | --- |
| 'Adan            | Aden        | 589.419          | 1   |
| 'Amran           | 'Amran      | 877.786          | 2   |
| Abyan            | Zinjibar    | 433.819          | 3   |
| Ad Dali'         | Ad Dali'    | 470,564          | 4   |
| Al Bayda'        | Al Bayda    | 577.369          | 5   |
| Al Hudaydah      | Al Hudaydah | 2.157.552        | 6   |
| Al Jawf          | Al Jawf     | 443.797          | 7   |
| Al Mahrah        | Al Ghaydah  | 88.594           | 8   |
| Al Mahwit        | Al Mahwit   | 494.557          | 9   |
| Amanat Al Asimah | Sana'a      | 1.747.834        | 10  |
| Dhamar           | Dhamar      | 1.330.108        | 11  |
| Hadramaut        | Al Mukalla  | 1.028.556        | 12  |
| Hajjah           | Hajjah      | 1.479.568        | 13  |
| Ibb              | Ibb         | 2.131.861        | 14  |
| Lahij            | Lahij       | 722.694          | 15  |
| Ma'rib           | Ma'rib      | 238.522          | 16  |
| Raymah           | Jabin       | 394.448          | 17  |
| Sa'dah           | Sa`dah      | 695.033          | 18  |
| Sana'a           | San`a'      | 919.215          | 19  |
| Shabwah          | `Ataq       | 470.440          | 20  |
| Ta'izz           | Ta`izz      | 2.393.425        | 21  |

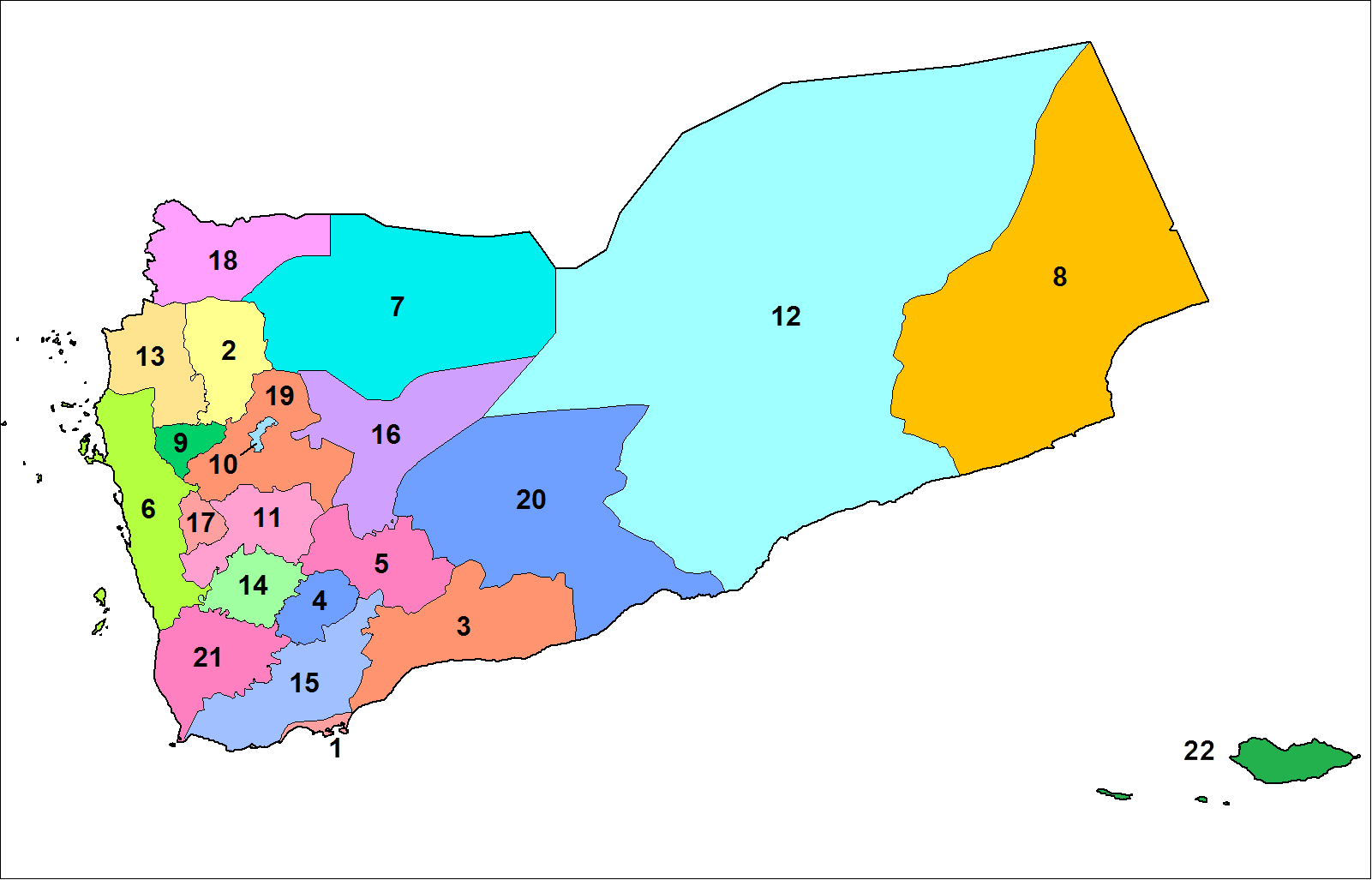
Guvernoratele Yemenului

Guvernoratele sunt împărțite în 333 districte (muderiah), care sunt alcătuite din 2.210 sub-districte, și 38.284 comune (2001).

## Demografia
Populația din Yemen a fost de aproximativ 23.580.00 locuitori, conform estimărilor din 2009, cu 46% din populație fiind sub 15 ani și 2,7% peste 65 ani. În 1950, numărul locuitorilor a fost de 4.300.000. Până în 2050, populația este estimată să crească la aproximativ 60 de milioane de locuitori.

## Patrimoniu mondial UNESCO
Până în anul 2011 pe lista patrimoniului mondial UNESCO au fost incluse 4 obiective din această țară.

## Economie

PIB-ul Per cap de locuitori din Yemen (1950-2018)

Din 1990 până în prezent, Yemen este una dintre cele mai sărace state din Orientul Mijlociu. În 2013, Yemen avea un PIB (PPC) de $ 61,63 miliarde dolari, cu un venit Per cap de locuitor de $ 2,500 dolari. Sectorul de servicii este cel mai mare sector din Yemen, reprezentând 61,4% din PIB, urmat de sectorul industrial (30,9% din PIB) și agricultura (7,7% din PIB). Petrolul reprezintă 63% din veniturile guvernului. După războiul civil din Yemen din 2014, PIB-ul statului a scăzut drastic (peste 50%).

### Agricultură

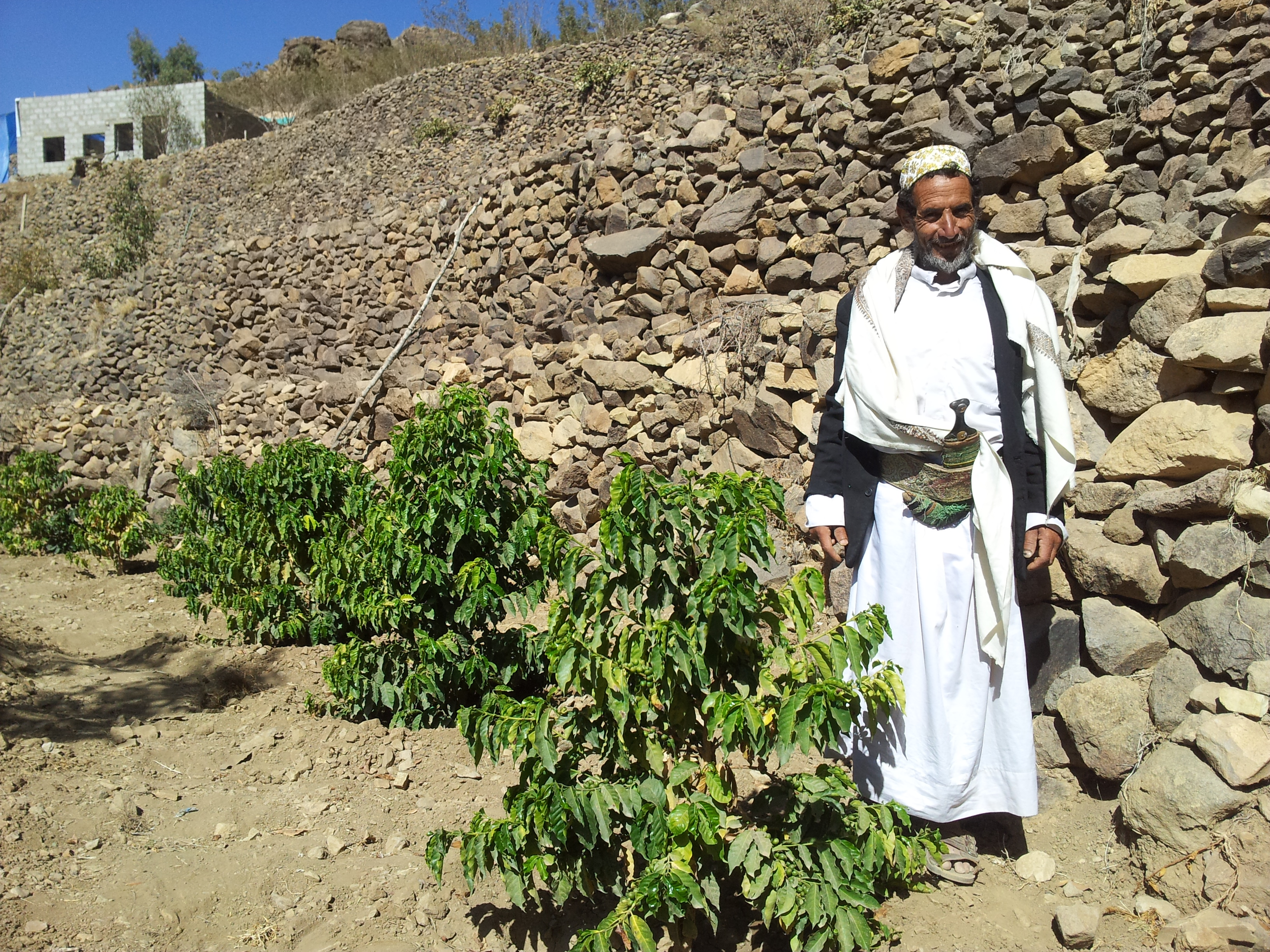
Plantație de cafea din Yemen

Principalele produse agricole sunt: grâu, legume, fructe, cafea, bumbac, produse lactate, pești. Majoritatea forței de muncă din Yemen vine din agricultură dar, rolul său este limitat din cauza contribuții mici in PIB.
O mare problemă în Yemen este cultivarea Khat (sau qat), o plantă psihoactivă care eliberează un stimulent atunci când este mestecat și reprezintă până la 40% din apa extrasă din bazinul Sana'a în fiecare an, iar această cifră este în creștere. Unele practici agricole usucă bazinul Sana'a și au înlocuit culturi vitale, ceea ce a dus la creșterea prețurilor la alimente. Creșterea prețurilor la alimente, la rândul său, a împins încă șase procente din țară în sărăcie doar în 2008 și a condus la revolte alimentare care au început în 2008 în orașele mai sărace. Guvernul și comunitatea Dawoodi Bohra din guvernoratele din nord depun eforturi pentru a înlocui qat-ul cu plantațiile de cafea.